# Günther Haase
Günther Haase   (Hamburg, 11 de juny de 1925) és un saltador alemany, ja retirat, que va competir durant les dècades de 1940 i 1950.
El 1952 va prendre part en els Jocs Olímpics d'Estiu de Hèlsinki, on guanyà la medalla de bronze la prova del salt de palanca de 10 metres del programa de salts.
En el seu palmarès destaca una medalla d'or en la prova de palanca de 10 metres del Campionat d'Europa de natació de 1950, i vuit campionats d'Alemanya de la mateixa modalitat entre el 1943 i el 1956.
Es casà amb la també saltadora Paula Tatarek i posteriorment emigraren als Estats Units.